# Maria Dakowska

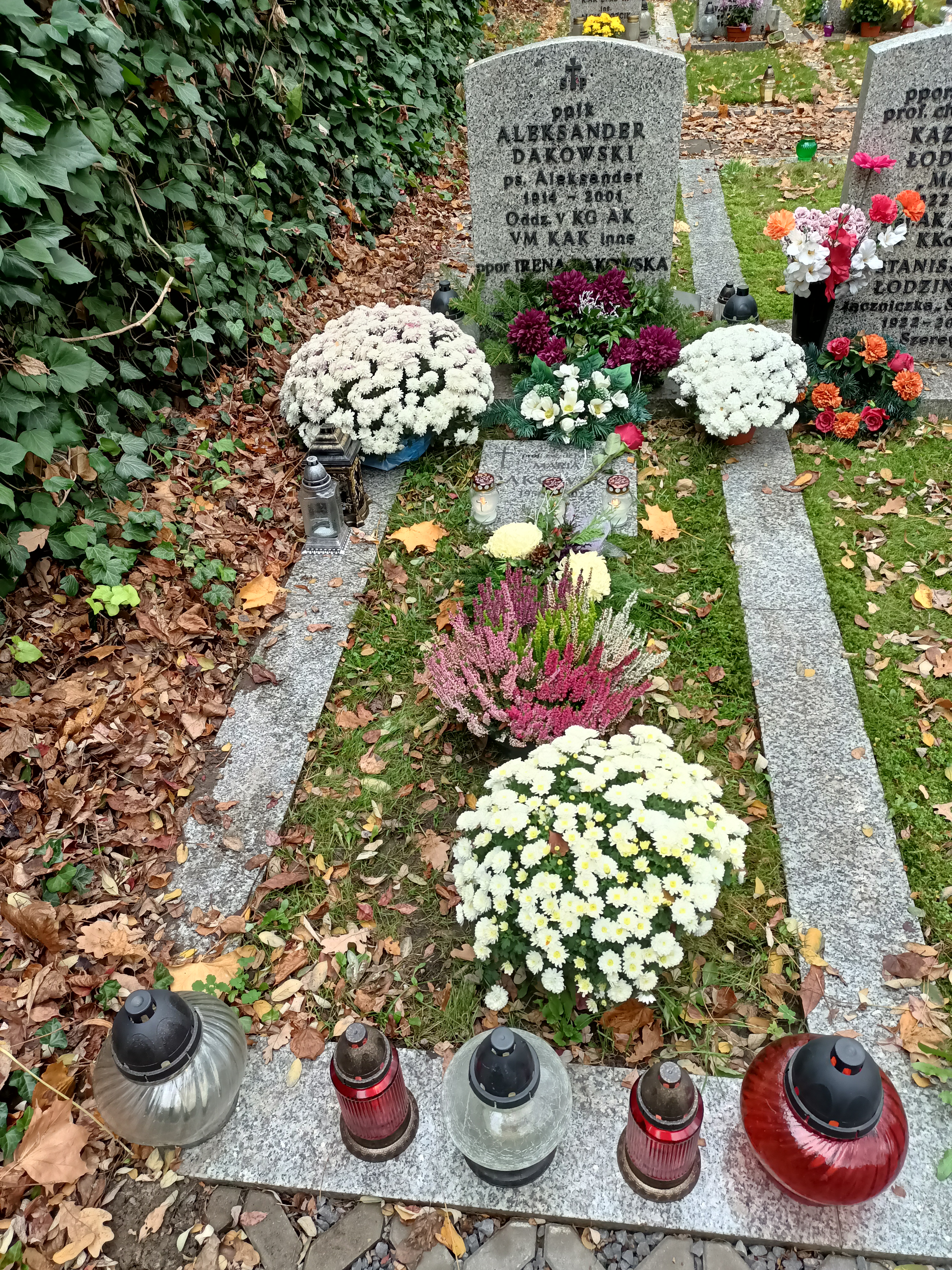
Grób Marii Dakowskiej na Cmentarzu wojskowym na Powązkach

Maria Bronisława Dakowska z domu Rak (ur. 9 kwietnia 1950 w Lublinie, zm. 11 lutego 2022 w Otwocku) – polska anglistka, profesor nauk humanistycznych, wykładowczyni Uniwersytetu Warszawskiego.

## Życiorys
Uzyskała tytuł magistra filologii angielskiej na Uniwersytecie Marii Curie-Skłodowskiej w Lublinie w 1972. Tamże doktoryzowała się w 1982. Habilitację uzyskała w marcu 1996 na Uniwersytecie Warszawskim na podstawie monografii Models of Language Learning and Language Use in the Theory of Language Didactics. W 2009 otrzymała tytuł naukowy profesora. Zawodowo związana z Zakładem Językoznawstwa Stosowanego Instytutem Anglistyki UW, gdzie pracowała jako profesor zwyczajna. Pełniła funkcję dziekanki Wydziału Neofilologii UW (2015–2020).
Jej zainteresowania badawcze obejmowały: dydaktykę języków obcych i jej podstawy naukowe, teorię akwizycji języka ojczystego i obcego, nauczanie języka angielskiego jako obcego, teorię i praktykę komunikacji językowej.
Wypromowała co najmniej troje doktorów, m.in.: Katarzynę Hryniuk.
Córka Antoniego i Eugenii. Pochowana na Cmentarzu Wojskowym na Powązkach.

## Publikacje
Monografie
- In Search of Processes of Language Use in Foreign Language Didactics. Frankfurt am Main: Peter Lang, 2015.
- O rozwoju dydaktyki języków obcych jako dyscypliny naukowej. Warszawa: Wydawnictwa Uniwersytetu Warszawskiego, 2014.
- Teaching English as a Foreign Language. A Guide for Professionals. Warszawa: PWN.
- Current Controversies in Foreign Language Didactics. Warszawa: Wydawnictwo Uniwersytetu Warszawskiego, 2003.
- Psycholingwistyczne podstawy dydaktyki języków obcych. Warszawa: Wydawnictwo Naukowe PWN, 2001, 2007.
- Models of Language Use and Language Learning in the Theory of Foreign Language Didactics. Frankfurt am Main: Peter Lang, 1996.
- Funkcje lingwistyki w modelach i procesach glottodydaktycznych. Warszawa: PWN, 1987.